# Xã Elm Creek, Quận Martin, Minnesota
Xã Elm Creek (tiếng Anh: Elm Creek Township) là một xã thuộc quận Martin, tiểu bang Minnesota, Hoa Kỳ. Năm 2010, dân số của xã này là 188 người.